# Hockey sur luge aux Jeux paralympiques de 2014
Navigation
Vancouver 2010 Pyeongchang 2018
Les épreuves de hockey sur luge aux Jeux paralympiques d'hiver de 2014 se tiennent du 8 mars 2014 au 15 mars 2014 à l'arène de glace Chaïba à Sotchi.

## Qualifications
| Mode de qualification | Mode de qualification                        | Mode de qualification     |
| Pays hôte             | Championnat du monde 2013                    | Tournoi qualificatif      |
| --------------------- | -------------------------------------------- | ------------------------- |
| Russie                | Canada États-Unis Norvège République tchèque | Corée du Sud Italie Suède |

## Spécificités
Le hockey sur luge concerne les athlètes handicapés de la partie inférieure du corps. Il n'y a pas de catégorisation précise. Les équipes peuvent être mixtes, cependant ce n'est pas une obligation.

## Calendrier
|  | Jour de compétition | F | Finale |

| Évènements                           | Calendrier | Calendrier | Calendrier | Calendrier | Calendrier | Calendrier | Calendrier | Calendrier | Calendrier | Calendrier |
| Évènements                           | 7          | 8          | 9          | 10         | 11         | 12         | 13         | 14         | 15         | 16         |
| Évènements                           | Mars 2014  |            |            |            |            |            |            |            |            |            |
| Cérémonies d'ouverture et de clôture | •          |            |            |            |            |            |            |            |            | •          |
|                                      |            |            |            |            |            |            |            |            |            |            |
| Hockey sur luge                      |            |            |            |            |            |            |            |            | F          |            |
|                                      |            |            |            |            |            |            |            |            |            |            |

## Résultats

### Tour préliminaire

#### Groupe A
| 8 mars 2014 | République tchèque | 1-2 (TB) (0-0, 0-1, 1-0, 0-0, 0-1) | Norvège | Arène de glace Chaïba |

| Feuille de match | Feuille de match           | Feuille de match | Feuille de match                                            | Feuille de match                                                                                   |
| ---------------- | -------------------------- | ---------------- | ----------------------------------------------------------- | -------------------------------------------------------------------------------------------------- |
|                  | Michal Geier — 31 min 17 s | 0-1 1-1 -        | Audun Bakke — 24 min 28 s Rolf Einar Pedersen — 45 min (TB) | Arbitrage : Johnathan Morrison (États-Unis) Louis Beelen (Pays-Bas) et Brian Frerichs (États-Unis) |
| Michal Vápenka   | Gardiens                   | Kristian Buen    |                                                             | Arbitrage : Johnathan Morrison (États-Unis) Louis Beelen (Pays-Bas) et Brian Frerichs (États-Unis) |
| 0 min            | Pénalités                  | 2 min            |                                                             | Arbitrage : Johnathan Morrison (États-Unis) Louis Beelen (Pays-Bas) et Brian Frerichs (États-Unis) |
| 21               | Tirs                       | 14               |                                                             | Arbitrage : Johnathan Morrison (États-Unis) Louis Beelen (Pays-Bas) et Brian Frerichs (États-Unis) |

| 8 mars 2014 | Canada | 10-1 (4-0, 3-0, 3-1) | Suède | Arène de glace Chaïba |

| Feuille de match | Feuille de match | Feuille de match                             | Feuille de match          | Feuille de match                                                                      |
| ---------------- | --- | -------------------------------------------- | ------------------------- | ------------------------------------------------------------------------------------- |
|                  | Billy Bridges — 1 min 3 s Ben Delaney — 6 min 42 s Anthony Gale — 12 min 30 s Dominic Larocque — 13 min 3 s Adam Dixon — 26 min 47 s Graeme Murray — 27 min 40 s Greg Westlake — 29 min 45 s (SN) Adam Dixon — 40 min 12 s (SN) Dominic Larocque — 40 min 32 s Anthony Gale — 41 min 30 s | 1-0 2-0 3-0 4-0 5-0 6-0 7-0 7-1 8-1 9-1 10-1 | Per Kasperi — 35 min 22 s | Arbitrage : Peter Hegle (Norvège) Tomasz Heltman (Pologne) et Sergey Yudakov (Russie) |
| Benoit St-Amand  | Gardiens | Ulf Nilsson (30 min) Kenth Jonsson (15 min)  |                           | Arbitrage : Peter Hegle (Norvège) Tomasz Heltman (Pologne) et Sergey Yudakov (Russie) |
| 2 min            | Pénalités | 10 min                                       |                           | Arbitrage : Peter Hegle (Norvège) Tomasz Heltman (Pologne) et Sergey Yudakov (Russie) |
| 31               | Tirs | 5                                            |                           | Arbitrage : Peter Hegle (Norvège) Tomasz Heltman (Pologne) et Sergey Yudakov (Russie) |

| 9 mars 2014 | République tchèque | 2-1 (TB) (0-0, 0-0, 1-1, 0-0, 1-0) | Suède | Arène de glace Chaïba |

| Feuille de match | Feuille de match                                        | Feuille de match | Feuille de match            | Feuille de match                                                                       |
| ---------------- | ------------------------------------------------------- | ---------------- | --------------------------- | -------------------------------------------------------------------------------------- |
|                  | David Palat — 36 min 12 s Zdeněk Krupička — 45 min (TB) | 1-0 1-1 2-1      | Marcus Holm — 40 min 39 s - | Arbitrage : Igor Samoylov (Russie) Matthew Clark (Canada) et Dmitriy Klochkov (Russie) |
| Michal Vápenka   | Gardiens                                                | Ulf Nilsson      |                             | Arbitrage : Igor Samoylov (Russie) Matthew Clark (Canada) et Dmitriy Klochkov (Russie) |
| 4 min            | Pénalités                                               | 4 min            |                             | Arbitrage : Igor Samoylov (Russie) Matthew Clark (Canada) et Dmitriy Klochkov (Russie) |
| 22               | Tirs                                                    | 9                |                             | Arbitrage : Igor Samoylov (Russie) Matthew Clark (Canada) et Dmitriy Klochkov (Russie) |

| 9 mars 2014 | Canada | 4-0 (0-0, 2-0, 2-0) | Norvège | Arène de glace Chaïba |

| Feuille de match | Feuille de match                                                                                               | Feuille de match | Feuille de match | Feuille de match                                                                                      |
| ---------------- | --- | ---------------- | ---------------- | --- |
|                  | Dominic Larocque — 19 min 20 s (SN) Adam Dixon — 25 min 34 s Adam Dixon — 31 min 7 s Marc Dorion — 44 min 38 s | 1-0 2-0 3-0 4-0  |                  | Arbitrage : Derek Berkebile (États-Unis) Chae Young-jin (Corée du Sud) et Brian Frerichs (États-Unis) |
| Corbin Watson    | Gardiens | Kristian Buen    |                  | Arbitrage : Derek Berkebile (États-Unis) Chae Young-jin (Corée du Sud) et Brian Frerichs (États-Unis) |
| 6 min            | Pénalités | 6 min            |                  | Arbitrage : Derek Berkebile (États-Unis) Chae Young-jin (Corée du Sud) et Brian Frerichs (États-Unis) |
| 23               | Tirs | 6                |                  | Arbitrage : Derek Berkebile (États-Unis) Chae Young-jin (Corée du Sud) et Brian Frerichs (États-Unis) |

| 11 mars 2014 | Norvège | 2-0 (0-0, 1-0, 1-0) | Suède | Arène de glace Chaïba |

| Feuille de match                                              | Feuille de match                                     | Feuille de match | Feuille de match | Feuille de match                                                                             |
| ------------------------------------------------------------- | ---------------------------------------------------- | ---------------- | ---------------- | -------------------------------------------------------------------------------------------- |
|                                                               | Magnus Bøgle — 20 min 40 s Audun Bakke — 34 min 35 s | 1-0 2-0          |                  | Arbitrage : Jan Vanek (Rép. tchèque) Chae Young-jin (Corée du Sud) et Matthew Clark (Canada) |
| Kristian Buen (42 min 53 s) Kjell Christian Hamar (2 min 7 s) | Gardiens                                             | Ulf Nilsson      |                  | Arbitrage : Jan Vanek (Rép. tchèque) Chae Young-jin (Corée du Sud) et Matthew Clark (Canada) |
| 4 min                                                         | Pénalités                                            | 6 min            |                  | Arbitrage : Jan Vanek (Rép. tchèque) Chae Young-jin (Corée du Sud) et Matthew Clark (Canada) |
| 11                                                            | Tirs                                                 | 7                |                  | Arbitrage : Jan Vanek (Rép. tchèque) Chae Young-jin (Corée du Sud) et Matthew Clark (Canada) |

| 11 mars 2014 | Canada | 1-0 (0-0, 1-0, 0-0) | République tchèque | Arène de glace Chaïba |

| Feuille de match | Feuille de match            | Feuille de match | Feuille de match | Feuille de match                                                                          |
| ---------------- | --------------------------- | ---------------- | ---------------- | ----------------------------------------------------------------------------------------- |
|                  | Greg Westlake — 22 min 33 s | 1-0              |                  | Arbitrage : Igor Samoylov (Russie) Brian Frerichs (États-Unis) et Sergey Yudakov (Russie) |
| Corbin Watson    | Gardiens                    | Michal Vápenka   |                  | Arbitrage : Igor Samoylov (Russie) Brian Frerichs (États-Unis) et Sergey Yudakov (Russie) |
| 4 min            | Pénalités                   | 8 min            |                  | Arbitrage : Igor Samoylov (Russie) Brian Frerichs (États-Unis) et Sergey Yudakov (Russie) |
| 19               | Tirs                        | 7                |                  | Arbitrage : Igor Samoylov (Russie) Brian Frerichs (États-Unis) et Sergey Yudakov (Russie) |

| Clt   | Équipe             | PJ | V | VP | D | DP | BP | BC | Diff | Pts |
| ----- | ------------------ | -- | - | -- | - | -- | -- | -- | ---- | --- |
| +001, | Canada             | 3  | 3 | 0  | 0 | 0  | 15 | 1  | +14  | 9   |
| +002, | Norvège            | 3  | 1 | 1  | 1 | 0  | 4  | 5  | -1   | 5   |
| +003, | République tchèque | 3  | 0 | 1  | 1 | 1  | 3  | 4  | -1   | 3   |
| +004, | Suède              | 3  | 0 | 0  | 2 | 1  | 2  | 14 | -12  | 1   |

- Qualifiés pour les demi-finales

#### Groupe B
| 8 mars 2014 | États-Unis | 5-1 (1-0, 1-0, 3-1) | Italie | Arène de glace Chaïba |

| Feuille de match                              | Feuille de match | Feuille de match        | Feuille de match              | Feuille de match                                                                    |
| --------------------------------------------- | --- | ----------------------- | ----------------------------- | ----------------------------------------------------------------------------------- |
|                                               | Declan Farmer — 13 min 45 s (SN) Brody Roybal — 26 min 12 s Joshua Sweeney — 33 min 4 s Brody Roybal — 40 min 18 s Paul Schaus — 44 min 55 s | 1-0 2-0 3-0 4-0 4-1 5-1 | Florian Planker — 43 min 34 s | Arbitrage : Paul Boese (Canada) Matthew Clark (Canada) et Dmitriy Klochkov (Russie) |
| Steve Cash (40 min 18 s) Jen Lee (4 min 42 s) | Gardiens | Santino Stillitano      |                               | Arbitrage : Paul Boese (Canada) Matthew Clark (Canada) et Dmitriy Klochkov (Russie) |
| 8 min                                         | Pénalités | 10 min                  |                               | Arbitrage : Paul Boese (Canada) Matthew Clark (Canada) et Dmitriy Klochkov (Russie) |
| 19                                            | Tirs | 12                      |                               | Arbitrage : Paul Boese (Canada) Matthew Clark (Canada) et Dmitriy Klochkov (Russie) |

| 8 mars 2014 | Russie | 2-3 (TB) (1-0, 1-1, 0-1, 0-0, 0-1) | Corée du Sud | Arène de glace Chaïba |

| Feuille de match | Feuille de match                                          | Feuille de match    | Feuille de match                                                                          | Feuille de match                                                                                |
| ---------------- | --------------------------------------------------------- | ------------------- | ----------------------------------------------------------------------------------------- | ----------------------------------------------------------------------------------------------- |
|                  | Vasilii Varlakov — 14 min 19 s Evgeny Petrov — 29 min 3 s | 1-0 2-0 2-1 2-2 2-3 | Han Min-su — 29 min 24 s (SN) Cho Byeong-seok — 32 min 12 s (SN) Han Min-su — 45 min (TB) | Arbitrage : Derek Berkebile (États-Unis) Espen Nyberget (Norvège) et Leon Wesley (Rép. tchèque) |
| Mikhail Ivanov   | Gardiens                                                  | Yu Man-gyun         |                                                                                           | Arbitrage : Derek Berkebile (États-Unis) Espen Nyberget (Norvège) et Leon Wesley (Rép. tchèque) |
| 6 min            | Pénalités                                                 | 6 min               |                                                                                           | Arbitrage : Derek Berkebile (États-Unis) Espen Nyberget (Norvège) et Leon Wesley (Rép. tchèque) |
| 21               | Tirs                                                      | 9                   |                                                                                           | Arbitrage : Derek Berkebile (États-Unis) Espen Nyberget (Norvège) et Leon Wesley (Rép. tchèque) |

| 9 mars 2014 | États-Unis | 3-0 (2-0, 1-0, 0-0) | Corée du Sud | Arène de glace Chaïba |

| Feuille de match | Feuille de match                                                    | Feuille de match | Feuille de match | Feuille de match                                                                          |
| ---------------- | ------------------------------------------------------------------- | ---------------- | ---------------- | ----------------------------------------------------------------------------------------- |
|                  | Taylor Chace — 57 s Adam Page — 11 min 51 s Adam Page — 29 min 29 s | 1-0 2-0 3-0      |                  | Arbitrage : Jan Vanek (Rép. tchèque) Leon Wesley (Rép. tchèque) et Segey Yudakov (Russie) |
| Steve Cash       | Gardiens                                                            | Yu Man-gyun      |                  | Arbitrage : Jan Vanek (Rép. tchèque) Leon Wesley (Rép. tchèque) et Segey Yudakov (Russie) |
| 6 min            | Pénalités                                                           | 4 min            |                  | Arbitrage : Jan Vanek (Rép. tchèque) Leon Wesley (Rép. tchèque) et Segey Yudakov (Russie) |
| 18               | Tirs                                                                | 9                |                  | Arbitrage : Jan Vanek (Rép. tchèque) Leon Wesley (Rép. tchèque) et Segey Yudakov (Russie) |

| 9 mars 2014 | Russie | 7-0 (1-0, 4-0, 2-0) | Italie | Arène de glace Chaïba |

| Feuille de match    | Feuille de match | Feuille de match                                     | Feuille de match | Feuille de match                                                                                |
| ------------------- | --- | ---------------------------------------------------- | ---------------- | ----------------------------------------------------------------------------------------------- |
|                     | Ilia Popov — 12 min 4 s Alexey Amosov — 18 min 30 s Andrey Dvinyanikov — 22 min 1 s Andrey Dvinyanikov — 26 min 25 s Vladimir Litvinenko — 28 min 49 s Andrey Dvinyanikov — 31 min 20 s (SN) Ilia Volkov — 38 min 38 s (SN) | 1-0 2-0 3-0 4-0 5-0 6-0 7-0                          |                  | Arbitrage : Johnathan Morrison (États-Unis) Louis Beelen (Pays-Bas) et Tomasz Heltman (Pologne) |
| Vladimir Klamantcev | Gardiens | Santino Stillitano (30 min) Gabriele Araudo (15 min) |                  | Arbitrage : Johnathan Morrison (États-Unis) Louis Beelen (Pays-Bas) et Tomasz Heltman (Pologne) |
| 33 min              | Pénalités | 10 min                                               |                  | Arbitrage : Johnathan Morrison (États-Unis) Louis Beelen (Pays-Bas) et Tomasz Heltman (Pologne) |
| 14                  | Tirs | 9                                                    |                  | Arbitrage : Johnathan Morrison (États-Unis) Louis Beelen (Pays-Bas) et Tomasz Heltman (Pologne) |

| 11 mars 2014 | Corée du Sud | 1-2 (0-1, 0-0, 1-1) | Italie | Arène de glace Chaïba |

| Feuille de match | Feuille de match             | Feuille de match | Feuille de match                                        | Feuille de match                                                                      |
| ---------------- | ---------------------------- | ---------------- | ------------------------------------------------------- | ------------------------------------------------------------------------------------- |
|                  | Jung Seung-hwan — 35 min 6 s | 0-1 1-1 1-2      | Andrea Macri — 9 min 55 s Florian Planker — 35 min 53 s | Arbitrage : Paul Boese (Canada) Dmitriy Klochkov (Russie) et Espen Nyberget (Norvège) |
| Yu Man-gyun      | Gardiens                     | Gabriele Araudo  |                                                         | Arbitrage : Paul Boese (Canada) Dmitriy Klochkov (Russie) et Espen Nyberget (Norvège) |
| 2 min            | Pénalités                    | 4 min            |                                                         | Arbitrage : Paul Boese (Canada) Dmitriy Klochkov (Russie) et Espen Nyberget (Norvège) |
| 10               | Tirs                         |                  |                                                         | Arbitrage : Paul Boese (Canada) Dmitriy Klochkov (Russie) et Espen Nyberget (Norvège) |

| 11 mars 2014 | États-Unis | 1-2 (0-1, 0-1, 1-0) | Russie | Arène de glace Chaïba |

| Feuille de match | Feuille de match        | Feuille de match   | Feuille de match                                                  | Feuille de match                                                                        |
| ---------------- | ----------------------- | ------------------ | ----------------------------------------------------------------- | --------------------------------------------------------------------------------------- |
|                  | Adam Page — 34 min 50 s | 0-1 0-2 1-2        | Ilia Volkov — 11 min 57 s (2 SN) Konstantin Shikhov — 17 min 37 s | Arbitrage : Peter Hegle (Norvège) Louis Beelen (Pays-Bas) et Leon Wesley (Rép. tchèque) |
| Steve Cash       | Gardiens                | Vladimir Kamantcev |                                                                   | Arbitrage : Peter Hegle (Norvège) Louis Beelen (Pays-Bas) et Leon Wesley (Rép. tchèque) |
| 6 min            | Pénalités               | 6 min              |                                                                   | Arbitrage : Peter Hegle (Norvège) Louis Beelen (Pays-Bas) et Leon Wesley (Rép. tchèque) |
| 23               | Tirs                    | 10                 |                                                                   | Arbitrage : Peter Hegle (Norvège) Louis Beelen (Pays-Bas) et Leon Wesley (Rép. tchèque) |

| Clt   | Équipe       | PJ | V | VP | D | DP | BP | BC | Diff | Pts |
| ----- | ------------ | -- | - | -- | - | -- | -- | -- | ---- | --- |
| +001, | Russie       | 3  | 2 | 0  | 0 | 1  | 11 | 4  | +7   | 7   |
| +002, | États-Unis   | 3  | 2 | 0  | 1 | 0  | 9  | 3  | +6   | 6   |
| +003, | Italie       | 3  | 1 | 0  | 2 | 0  | 3  | 13 | -10  | 3   |
| +004, | Corée du Sud | 3  | 0 | 1  | 2 | 0  | 4  | 7  | -3   | 2   |

- Qualifiés pour les demi-finales

### Phase finale

#### Tableau
|  | Demi-finales                   | Demi-finales                   |                        |   | Finale                         | Finale                         |
|  | Demi-finales                   | Demi-finales                   |                        |   | Finale                         | Finale                         |
|  |                                |                                |                        |   |                                |                                |
|  | 13 mars, Arène de glace Chaïba | 13 mars, Arène de glace Chaïba |                        |   | 15 mars, Arène de glace Chaïba | 15 mars, Arène de glace Chaïba |
|  | 13 mars, Arène de glace Chaïba | 13 mars, Arène de glace Chaïba |                        |   | 15 mars, Arène de glace Chaïba | 15 mars, Arène de glace Chaïba |
|  | Canada                         | 0                              |                        |   | 15 mars, Arène de glace Chaïba | 15 mars, Arène de glace Chaïba |
|  | Canada                         | 0                              |                        |   | 15 mars, Arène de glace Chaïba | 15 mars, Arène de glace Chaïba |
|  | États-Unis                     | 3                              |                        |   | 15 mars, Arène de glace Chaïba | 15 mars, Arène de glace Chaïba |
|  | États-Unis                     | 3                              | États-Unis             | 1 |                                |                                |
|  | 13 mars, Arène de glace Chaïba |                                | États-Unis             | 1 |                                |                                |
|  |                                | Russie                         | 0                      |   |                                |                                |
|  | Russie                         | Russie                         | 0                      | 4 |                                |                                |
|  | Russie                         |                                |                        | 4 |                                |                                |
|  | Norvège                        | 0                              |                        |   |                                |                                |
|  | Norvège                        | 0                              | Match pour la 3e place |   |                                |                                |
|  |                                |                                |                        |   |                                |                                |
|  | 15 mars, Arène de glace Chaïba |                                |                        |   |                                |                                |
|  |                                |                                |                        |   |                                |                                |
|  | Canada                         | 3                              |                        |   |                                |                                |
|  | Canada                         | 3                              |                        |   |                                |                                |
|  | Norvège                        | 0                              |                        |   |                                |                                |
|  | Norvège                        | 0                              |                        |   |                                |                                |

#### Détails des rencontres

##### Demi-finales
| 13 mars 2014 | Russie | 4-0 (2-0, 0-0, 2-0) | Norvège | Arène de glace Chaïba |

| Feuille de match   | Feuille de match                                                                                                   | Feuille de match | Feuille de match | Feuille de match                                                                                  |
| ------------------ | --- | ---------------- | ---------------- | ------------------------------------------------------------------------------------------------- |
|                    | Dmitrii Lisov — 5 min 40 s Alexey Amosov — 12 min 55 s Nikolay Terentyev — 34 min 27 s Evgeny Petrov — 44 min 23 s | 1-0 2-0 3-0 4-0  |                  | Arbitrage : Johnathan Morrison (États-Unis) Matthew Clark (Canada) et Brian Frerichs (États-Unis) |
| Vladimir Kamantcev | Gardiens | Kristian Buen    |                  | Arbitrage : Johnathan Morrison (États-Unis) Matthew Clark (Canada) et Brian Frerichs (États-Unis) |
| 4 min              | Pénalités | 6 min            |                  | Arbitrage : Johnathan Morrison (États-Unis) Matthew Clark (Canada) et Brian Frerichs (États-Unis) |
| 20                 | Tirs | 6                |                  | Arbitrage : Johnathan Morrison (États-Unis) Matthew Clark (Canada) et Brian Frerichs (États-Unis) |

| 13 mars 2014 | Canada | 0-3 (0-2, 0-1, 0-0) | États-Unis | Arène de glace Chaïba |

| Feuille de match | Feuille de match | Feuille de match | Feuille de match                                                                 | Feuille de match                                                                     |
| ---------------- | ---------------- | ---------------- | -------------------------------------------------------------------------------- | ------------------------------------------------------------------------------------ |
|                  |                  | 0-1 0-2 0-3      | Declan Farmer — 9 min 12 s Declan Farmer — 14 min 4 s Joshua Pauls — 19 min 55 s | Arbitrage : Paul Boese (Canada) Dmitriy Klochkov (Russie) et Sergey Yudakov (Russie) |
| Corbin Watson    | Gardiens         | Steve Cash       |                                                                                  | Arbitrage : Paul Boese (Canada) Dmitriy Klochkov (Russie) et Sergey Yudakov (Russie) |
| 4 min            | Pénalités        | 6 min            |                                                                                  | Arbitrage : Paul Boese (Canada) Dmitriy Klochkov (Russie) et Sergey Yudakov (Russie) |
| 11               | Tirs             | 10               |                                                                                  | Arbitrage : Paul Boese (Canada) Dmitriy Klochkov (Russie) et Sergey Yudakov (Russie) |

##### Match pour la troisième place
| 15 mars 2014 | Canada | 3-0 (0-0, 3-0, 0-0) | Norvège | Arène de glace Chaïba |

| Feuille de match | Feuille de match                                                                       | Feuille de match | Feuille de match | Feuille de match                                                                                   |
| ---------------- | -------------------------------------------------------------------------------------- | ---------------- | ---------------- | -------------------------------------------------------------------------------------------------- |
|                  | Brad Bowden — 15 min 30 s Billy Bridges — 17 min 22 s Billy Bridges — 21 min 42 s (SN) | 1-0 2-0 3-0      |                  | Arbitrage : Johnathan Morrison (États-Unis) Brian Frerichs (États-Unis) et Sergey Yudakov (Russie) |
| Corbin Watson    | Gardiens                                                                               | Kristian Buen    |                  | Arbitrage : Johnathan Morrison (États-Unis) Brian Frerichs (États-Unis) et Sergey Yudakov (Russie) |
| 6 min            | Pénalités                                                                              | 10 min           |                  | Arbitrage : Johnathan Morrison (États-Unis) Brian Frerichs (États-Unis) et Sergey Yudakov (Russie) |
| 18               | Tirs                                                                                   | 10               |                  | Arbitrage : Johnathan Morrison (États-Unis) Brian Frerichs (États-Unis) et Sergey Yudakov (Russie) |

##### Finale
| 15 mars 2014 | États-Unis | 1-0 (0-0, 1-0, 0-0) | Russie | Arène de glace Chaïba |

| Feuille de match | Feuille de match             | Feuille de match   | Feuille de match | Feuille de match                                                                     |
| ---------------- | ---------------------------- | ------------------ | ---------------- | ------------------------------------------------------------------------------------ |
|                  | Joshua Sweeney — 24 min 28 s | 1-0                |                  | Arbitrage : Paul Boese (Canada) Matthew Clark (Canada) et Leon Wesley (Rép. tchèque) |
| Steve Cash       | Gardiens                     | Vladimir Kamantcev |                  | Arbitrage : Paul Boese (Canada) Matthew Clark (Canada) et Leon Wesley (Rép. tchèque) |
| 4 min            | Pénalités                    | 2 min              |                  | Arbitrage : Paul Boese (Canada) Matthew Clark (Canada) et Leon Wesley (Rép. tchèque) |
| 4                | Tirs                         | 6                  |                  | Arbitrage : Paul Boese (Canada) Matthew Clark (Canada) et Leon Wesley (Rép. tchèque) |

### Matchs de classement

#### Tableau
|  | Matchs de classement           | Matchs de classement           |                        |   | Match pour la 5e place         | Match pour la 5e place         |
|  | Matchs de classement           | Matchs de classement           |                        |   | Match pour la 5e place         | Match pour la 5e place         |
|  |                                |                                |                        |   |                                |                                |
|  | 12 mars, Arène de glace Chaïba | 12 mars, Arène de glace Chaïba |                        |   | 14 mars, Arène de glace Chaïba | 14 mars, Arène de glace Chaïba |
|  | 12 mars, Arène de glace Chaïba | 12 mars, Arène de glace Chaïba |                        |   | 14 mars, Arène de glace Chaïba | 14 mars, Arène de glace Chaïba |
|  | République tchèque             | 2                              |                        |   | 14 mars, Arène de glace Chaïba | 14 mars, Arène de glace Chaïba |
|  | République tchèque             | 2                              |                        |   | 14 mars, Arène de glace Chaïba | 14 mars, Arène de glace Chaïba |
|  | Corée du Sud                   | 0                              |                        |   | 14 mars, Arène de glace Chaïba | 14 mars, Arène de glace Chaïba |
|  | Corée du Sud                   | 0                              | République tchèque     | 3 |                                |                                |
|  | 12 mars, Arène de glace Chaïba |                                | République tchèque     | 3 |                                |                                |
|  |                                | Italie                         | 0                      |   |                                |                                |
|  | Italie                         | Italie                         | 0                      | 3 |                                |                                |
|  | Italie                         |                                |                        | 3 |                                |                                |
|  | Suède                          | 2                              |                        |   |                                |                                |
|  | Suède                          | 2                              | Match pour la 7e place |   |                                |                                |
|  |                                |                                |                        |   |                                |                                |
|  | 14 mars, Arène de glace Chaïba |                                |                        |   |                                |                                |
|  |                                |                                |                        |   |                                |                                |
|  | Corée du Sud                   | 2                              |                        |   |                                |                                |
|  | Corée du Sud                   | 2                              |                        |   |                                |                                |
|  | Suède                          | 0                              |                        |   |                                |                                |
|  | Suède                          | 0                              |                        |   |                                |                                |

#### Détails des rencontres

##### Matchs de classement
| 12 mars 2014 | Italie | 3-2 (pr) (0-1, 0-1, 2-0, 1-0) | Suède | Arène de glace Chaïba |

| Feuille de match                                        | Feuille de match                                                                                    | Feuille de match    | Feuille de match                                      | Feuille de match                                                                                |
| ------------------------------------------------------- | --------------------------------------------------------------------------------------------------- | ------------------- | ----------------------------------------------------- | ----------------------------------------------------------------------------------------------- |
|                                                         | Gianluigi Rosa — 33 min Gregory Brian Alexis Leperdi — 42 min 45 s Gianluca Cavaliere — 50 min 28 s | 0-1 0-2 1-2 2-2 3-2 | Per Kasperi — 13 min 58 s Per Kasperi — 29 min (2 SN) | Arbitrage : Derek Berkebile (États-Unis) Tomasz Heltman (Pologne) et Leon Wesley (Rép. tchèque) |
| Santino Stillano (30 min) Gabriele Araudo (14 min 55 s) | Gardiens                                                                                            | Ulf Nilsson         |                                                       | Arbitrage : Derek Berkebile (États-Unis) Tomasz Heltman (Pologne) et Leon Wesley (Rép. tchèque) |
| 4 min                                                   | Pénalités                                                                                           | 4 min               |                                                       | Arbitrage : Derek Berkebile (États-Unis) Tomasz Heltman (Pologne) et Leon Wesley (Rép. tchèque) |
| 34                                                      | Tirs                                                                                                | 11                  |                                                       | Arbitrage : Derek Berkebile (États-Unis) Tomasz Heltman (Pologne) et Leon Wesley (Rép. tchèque) |

| 12 mars 2014 | République tchèque | 2-0 (0-0, 1-0, 1-0) | Corée du Sud | Arène de glace Chaïba |

| Feuille de match | Feuille de match                                        | Feuille de match | Feuille de match | Feuille de match                                                                       |
| ---------------- | ------------------------------------------------------- | ---------------- | ---------------- | -------------------------------------------------------------------------------------- |
|                  | Jiří Berger — 18 min 27 s Tomáš Kvoch — 40 min 4 s (SN) | 1-0 2-0          |                  | Arbitrage : Igor Samoylov (Russie) Louis Beelen (Pays-Bas) et Espen Nyberget (Norvège) |
| Michal Vápenka   | Gardiens                                                | Yu Man-gyun      |                  | Arbitrage : Igor Samoylov (Russie) Louis Beelen (Pays-Bas) et Espen Nyberget (Norvège) |
| 10 min           | Pénalités                                               | 20 min           |                  | Arbitrage : Igor Samoylov (Russie) Louis Beelen (Pays-Bas) et Espen Nyberget (Norvège) |
| 12               | Tirs                                                    | 19               |                  | Arbitrage : Igor Samoylov (Russie) Louis Beelen (Pays-Bas) et Espen Nyberget (Norvège) |

##### Match pour la septième place
| 14 mars 2014 | Corée du Sud | 2-0 (1-0, 1-0, 0-0) | Suède | Arène de glace Chaïba |

| Feuille de match | Feuille de match                                               | Feuille de match | Feuille de match | Feuille de match                                                                          |
| ---------------- | -------------------------------------------------------------- | ---------------- | ---------------- | ----------------------------------------------------------------------------------------- |
|                  | Jang Dong-shin — 10 min 6 s (SN) Jung Seung-hwan — 18 min 16 s | 1-0 2-0          |                  | Arbitrage : Jan Vanek (Rép. tchèque) Tomasz Heltman (Pologne) et Espen Nyberget (Norvège) |
| Yu Man-gyun      | Gardiens                                                       | Ulf Nilsson      |                  | Arbitrage : Jan Vanek (Rép. tchèque) Tomasz Heltman (Pologne) et Espen Nyberget (Norvège) |
| 4 min            | Pénalités                                                      | 6 min            |                  | Arbitrage : Jan Vanek (Rép. tchèque) Tomasz Heltman (Pologne) et Espen Nyberget (Norvège) |
| 28               | Tirs                                                           | 6                |                  | Arbitrage : Jan Vanek (Rép. tchèque) Tomasz Heltman (Pologne) et Espen Nyberget (Norvège) |

##### Match pour la cinquième place
| 14 mars 2014 | République tchèque | 3-0 (0-0, 0-0, 3-0) | Italie | Arène de glace Chaïba |

| Feuille de match | Feuille de match                                                                             | Feuille de match | Feuille de match | Feuille de match                                                                              |
| ---------------- | -------------------------------------------------------------------------------------------- | ---------------- | ---------------- | --------------------------------------------------------------------------------------------- |
|                  | Zdeněk Šafránek — 31 min 34 s (SN) Michal Geier — 43 min 4 s Michal Geier — 44 min 48 s (CV) | 1-0 2-0 3-0      |                  | Arbitrage : Petter Hegle (Norvège) Chae Young-jin (Corée du Sud) et Dmitriy Klochkov (Russie) |
| Michal Vápenka   | Gardiens                                                                                     | Gabriele Araudo  |                  | Arbitrage : Petter Hegle (Norvège) Chae Young-jin (Corée du Sud) et Dmitriy Klochkov (Russie) |
| 4 min            | Pénalités                                                                                    | 2 min            |                  | Arbitrage : Petter Hegle (Norvège) Chae Young-jin (Corée du Sud) et Dmitriy Klochkov (Russie) |
| 11               | Tirs                                                                                         | 18               |                  | Arbitrage : Petter Hegle (Norvège) Chae Young-jin (Corée du Sud) et Dmitriy Klochkov (Russie) |

## Classement final
| Place                                  | Équipe             |
| -------------------------------------- | ------------------ |
| Médaille d'or, Jeux paralympiques      | États-Unis         |
| Médaille d'argent, Jeux paralympiques  | Russie             |
| Médaille de bronze, Jeux paralympiques | Canada             |
| 4                                      | Norvège            |
| 5                                      | République tchèque |
| 6                                      | Italie             |
| 7                                      | Corée du Sud       |
| 8                                      | Suède              |

## Médaillés
| Or | Argent | Bronze |
| --- | --- | --- |
| États-Unis - Jen Lee - Steve Cash (en) - Brody Roybal - Declan Farmer - Taylor Lipsett - Greg Shaw - Joshua Sweeney - Daniel McCoy - Kevin McKee - Adam Page - Rico Roman - Joshua Pauls - Paul Schaus - Andy Yohe - Tyler Carron - Nikko Landeros - Taylor Chace | Russie - Mikhail Ivanov - Vladimir Kamantcev - Dmitrii Lisov - Konstantin Shikhov - Ruslan Tuchin - Alexey Amosov - Ilia Popov - Andrey Dvinyaninov - Evgeny Petrov - Nikolay Terentyev - Ilia Volkov - Aleksei Lysov - Maxim Andriyanov - Vasilii Varlakov - Vladimir Litvinenko - Vadim Selyukin - Ivan Kuznetsov | Canada - Benoît St-Amand - Corbin Watson - Kevin Rempel - Marc Dorion - Tyler McGregor - Anthony Gale - Ben Delaney - Greg Westlake - Billy Bridges - Karl Ludwig - Dominic Larocque - Brad Bowden - Derek Whitson - Adam Dixon - Steve Arsenault - James Gemmell - Graeme Murray |